# Rata Blanca & Glenn Hughes
'Teatro Gran Rex XIV-XII-MMIII (Invitado especial: Glenn Hughes)' es el segundo DVD editado por Rata Blanca, en el cual se presenta la actuación de la banda en el Teatro Gran Rex el 13 de diciembre de 2003, para la promoción del álbum El Camino del Fuego, con la participación de Glenn Hughes. Además, incluye tres videoclips de la banda.
Glenn Hughes acompañó a la banda en el escenario con cuatro canciones de Deep Purple por más o menos 30 minutos, también se interpretó "No Stranger to Love", canción de Black Sabbath de 1985 que Hughes interpretó durante su paso como cantante.

## DVD

### Canciones
| N.º     | Título                          | Duración |  |
| 1.      | «Intro»                         | 3:03     |  |
| 2.      | «El Amo del Camino»             | 4:08     |  |
| 3.      | «Señora Furia»                  | 4:16     |  |
| 4.      | «Volviendo a Casa»              | 5:28     |  |
| 5.      | «¿En nombre de Dios?»           | 5:32     |  |
| 6.      | «Cuando la Luz Oscurece»        | 8:37     |  |
| 7.      | «Stormbringer»                  | 5:08     |  |
| 8.      | «Mistreated»                    | 11:56    |  |
| 9.      | «You Keep on Moving»            | 7:13     |  |
| 10.     | «Burn»                          | 7:03     |  |
| 11.     | «Caballo Salvaje»               | 7:27     |  |
| 12.     | «Chico Callejero»               | 4:36     |  |
| 13.     | «Guerrero del Arco Iris»        | 5:53     |  |
| 14.     | «Mujer Amante»                  | 6:33     |  |
| 15.     | «La Leyenda del Hada y el Mago» | 11:49    |  |
| 1:38:42 |                                 |          |  |

### Video Clips
El disco incluye fotos y entrevistas a los músicos, adicionando 9:29 y 3:36, respectivamente
| Video Clips |                                       |          |  |
| N.º         | Título                                | Duración |  |
| 1.          | «El Amo del Camino» (En el Luna Park) | 4:16     |  |
| 2.          | «Volviendo a Casa»                    | 3:54     |  |
| 3.          | «Guerrero del arco iris»              | 5:29     |  |
| 26:44       |                                       |          |  |

## Músicos

### Rata Blanca
- Adrián Barilari - Cantante
- Walter Giardino - Guitarrista
- Guillermo Sánchez - Bajista
- Fernando Scarcella - Baterista
- Hugo Bistolfi - Tecladista

### Invitados
- Glenn Hughes - Cantante y bajista en 7, 8, 9, 10

- Datos: Q6100622